# Нічінан-Мару
Нічінан-Мару (Nichinan Maru) — транспортне судно, яке під час Другої світової війни брало участь у операціях японських збройних сил на Тихому океані.
Судно спорудили в 1941 році на верфі Osaka Iron Works для компанії Nissan Kisen. Того ж 1941-го «Нічінан-Мару» реквізували для потреб Імперського флоту Японії.
Є відомості, що 31 жовтня — 10 листопада 1943-го судно з найменуванням «Нічінан-Мару» пройшло в конвої H-1/H-3 з Маніли до острова Хальмахера (північна частина Молуккського архіпелагу).
27 березня 1944-го судно слідувало у складі конвою через море Балі. В районі за три з половиною сотні кілометрів на схід від Сурабаї (головна база на сході острова Ява) воно було перехоплене та потоплене американським підводним човном USS Rasher.